# Club Atlético River Plate 1977
Questa voce raccoglie le informazioni riguardanti il Club Atlético River Plate nelle competizioni ufficiali della stagione 1977.

## Stagione
Vittoriosa nel lungo campionato Metropolitano (quarantaquattro incontri), la squadra subì un calo nel seguente Nacional, non riuscendo a centrare la qualificazione al gruppo finale.

## Maglie e sponsor
Lo sponsor tecnico per la stagione 1975 è Adidas, mentre lo sponsor ufficiale è Peugeot
| Casa | Trasferta |

## Rosa
| N. |                      | Ruolo | Calciatore           |
| -- | -------------------- | ----- | -------------------- |
|    | Argentina (bandiera) | P     | Ubaldo Fillol        |
|    | Argentina (bandiera) | P     | Luis Landaburu       |
|    | Argentina (bandiera) | D     | Pablo Comelles       |
|    | Argentina (bandiera) | D     | Héctor Osvaldo López |
|    | Argentina (bandiera) | D     | Daniel Passarella    |
|    | Argentina (bandiera) | D     | Rolando Raffaelli    |
|    | Argentina (bandiera) | D     | Eduardo Saporiti     |
|    | Argentina (bandiera) | D     | Alberto Tarantini    |
|    | Uruguay (bandiera)   | C     | Juan Ramón Carrasco  |
|    | Argentina (bandiera) | C     | Emilio Commisso      |
|    | Argentina (bandiera) | C     | Ibrahim Hallar       |
|    | Argentina (bandiera) | C     | Omar Labruna         |
|    | Argentina (bandiera) | C     | Juan José López      |

| N. |                      | Ruolo | Calciatore            |
| -- | -------------------- | ----- | --------------------- |
|    | Argentina (bandiera) | C     | Reinaldo Merlo        |
|    | Argentina (bandiera) | C     | Héctor Pitarch        |
|    | Argentina (bandiera) | C     | Alejandro Sabella     |
|    | Argentina (bandiera) | A     | Norberto Alonso       |
|    | Argentina (bandiera) | A     | Jorge Bianco          |
|    | Argentina (bandiera) | A     | Pedro Alexis González |
|    | Argentina (bandiera) | A     | Leopoldo Luque        |
|    | Argentina (bandiera) | A     | Víctor Marchetti      |
|    | Argentina (bandiera) | A     | Oscar Ortiz           |
|    | Argentina (bandiera) | A     | Roberto Perfumo       |
|    | Argentina (bandiera) | A     | Carlos Seppaquercia   |
|    | Argentina (bandiera) | A     | Oscar Telli           |

## Statistiche

### Statistiche di squadra
| Competizione               | Punti | Totale | Totale | Totale | Totale | Totale | Totale | DR  |
| Competizione               | Punti | G      | V      | N      | P      | Gf     | Gs     | DR  |
| -------------------------- | ----- | ------ | ------ | ------ | ------ | ------ | ------ | --- |
| Campionato - Metropolitano | 63    | 44     | 25     | 13     | 6      | 83     | 46     | +37 |
| Campionato - Nacional      | 15    | 14     | 7      | 1      | 6      | 32     | 15     | +17 |
| Totale                     | -     |        |        |        |        |        |        | -   |